# Río Suchiate
Der Río Suchiate entspringt im Gebiet des Vulkans Tacaná im westlichen Hochland von Guatemala nahe der Grenze zu Mexiko. Die letzten 75 km auf seinem Weg nach Süden in den Pazifischen Ozean bildet er die Grenze zwischen beiden Ländern.

## Toponym
Der Name Suchiate lässt sich wahrscheinlich auf Ursprünge in der Nahuatl-Sprache zurückführen, die von den im 15. und beginnenden 16. Jahrhundert auch in dieser Region dominierenden Azteken gesprochen wurde. Der aztekische Name Xochi Atl bedeutet in etwa so viel wie ‚Blumenwasser‘.

## Grenze
Zwei Brücken überspannen den Fluss: Der Puente Internacional de Talisman verbindet die Orte El Carmen (Guatemala) und Talismán (Mexiko); der Puente Dr. Rodolfo Robles verbindet die Städte Tecún Umán und Hidalgo. Beide sind wichtige Grenzübergangsstellen für Emigranten aus den mittelamerikanischen Staaten Honduras, Nicaragua und El Salvador auf ihrem Weg in die USA. Der 'Kleine Grenzverkehr' zwischen Mexiko und Guatemala wird oft zu Fuß oder mit Schlauchbooten abgewickelt.

## Sehenswürdigkeiten
Die präkolumbische Stätte von Izapa findet sich – nur wenige Kilometer vom Fluss entfernt – im Südwesten der Kleinstadt Tuxtla Chico auf dem Gebiet des heutigen Bundesstaates Chiapas in Mexiko.